# 1014 Semphyra
1014 Semphyra је астероид главног астероидног појаса чија средња удаљеност од Сунца износи 2,800 астрономских јединица (АЈ).
Апсолутна магнитуда астероида је 12,1 а геометријски албедо 0,155.